# Ulica Urzędnicza w Krakowie
Ulica Urzędnicza w Krakowie – ulica w Krakowie, w dzielnicy V Krowodrza, która biegnie od ulicy Czarnowiejskiej w kierunku północnym do ulicy Kazimierza Wielkiego, przecinając po drodze ul. Lea i ul. Królewską. Za ul. Kazimierza Wielkiego przechodzi w deptak, a następnie dochodzi do parku Młynówka Królewska.

## Historia
Wytyczona została w 1912 roku (od tego roku również obecna nazwa) i prowadziła wówczas od ulicy Czarnowiejskiej w stronę pól. Pierwsze domy powstały od strony południowej z inicjatywy Towarzystwa Urzędników w latach 1911–1914. Pozostała zabudowa pochodzi z lat 30. XX wieku (głównie mieszkaniowa wielorodzinna).

## Zabudowa
- Większość budynków znajdujących się przy ul. Urzędniczej jest wpisana do gminnej ewidencji zabytków[2], a kamienica przy ul. Urzędniczej 14-16, wybudowana w 1911 roku, została w 1988 roku wpisana do rejestru zabytków pod nr. A-737[3]. Autorami projektu są Józef Wilczyński i Alfred Kramarski[2].
- Przy deptaku za ul. Kazimierza Wielkiego znajduje się Szkoła Podstawowa nr 34 w Krakowie im. Obrońców Poczty Polskiej w Gdańsku (Urzędnicza 65), oddana do użytku w 1954 roku[4].
- Przy ul. Urzędniczej 68 zlokalizowany jest dom studencki nr II Uniwersytetu Rolniczego im. H. Kołłątaja („Młodość”)[5].

## Architekci
Architektami projektującymi pierwsze kamienice byli: Józef Wilczyński (7, 21), Alfred Kramarski (9), Wilczyński i Kramarski (14-16, 21), G. Klusak (8), Jerzy Struszkiewicz i Maksymilian Burstin (12), Ludwik Daniek (13, 28),  Tomasz Bujas (19), Jan Grzybiński (24), Józef Chmielewski (26, 28).

Budynki z lat 30. zaprojektowali: Leopold Bachner (nr 43, 44, nr 45, 46), Henryk Ritterman (42), Juliusz Eintracht (41, 48), Zygmunt Prokesz i Izydor Goldberger (37), Leon Feniger (nr 36), Isser Harband (35), Józef Chmielewski (22), Jerzy Struszkiewicz i Maksymilian Burstin (12), Salomon Jonkler (nr 60, nr 62), Leon Lieberman (nr 51, 59), Henryk Jakubowicz (55, nr 57), Tadeusz Źróbek (nr 54).

## Galeria

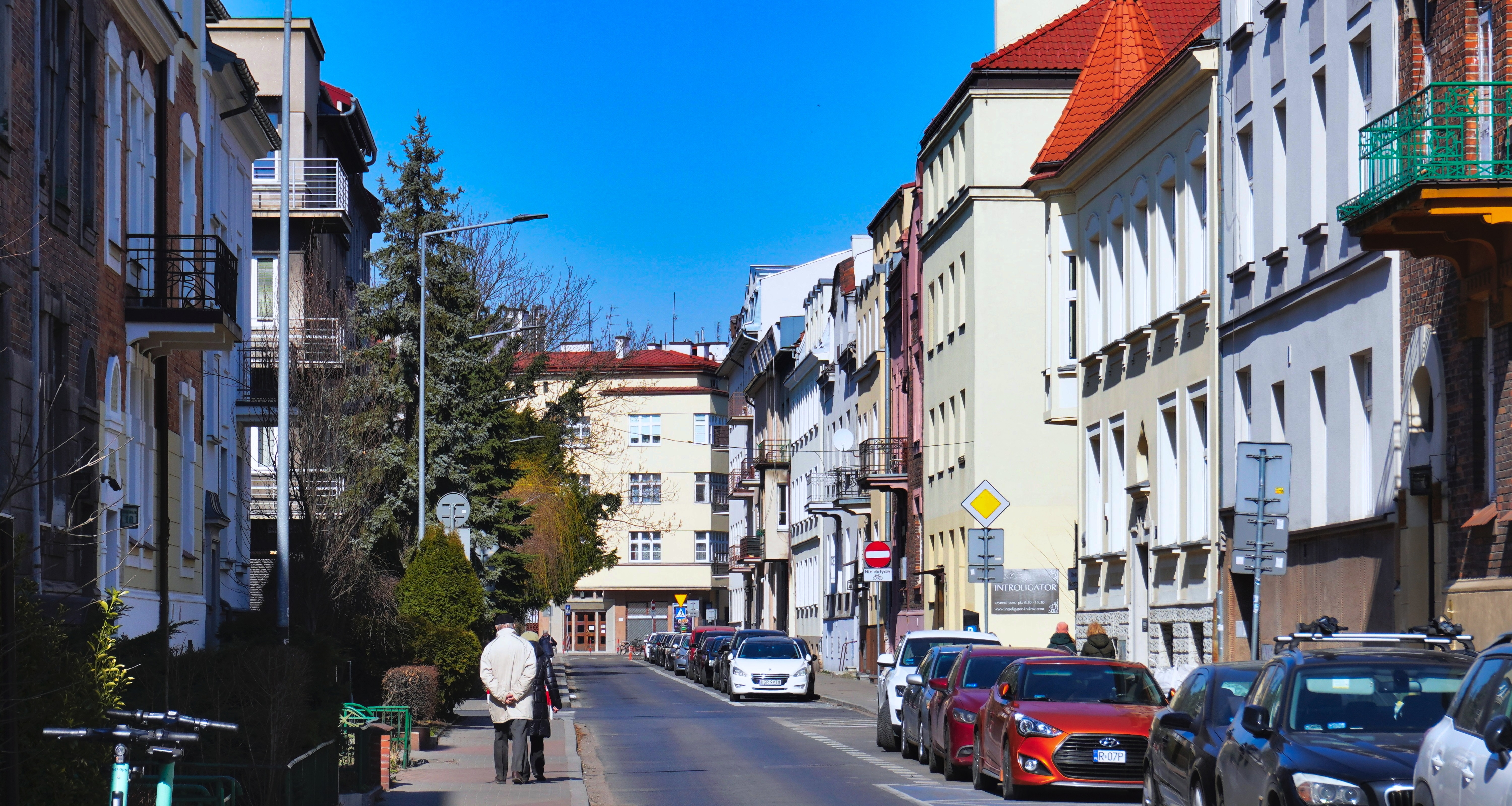
Widok odcinka między ulicami Czarnowiejską i Lea na północ
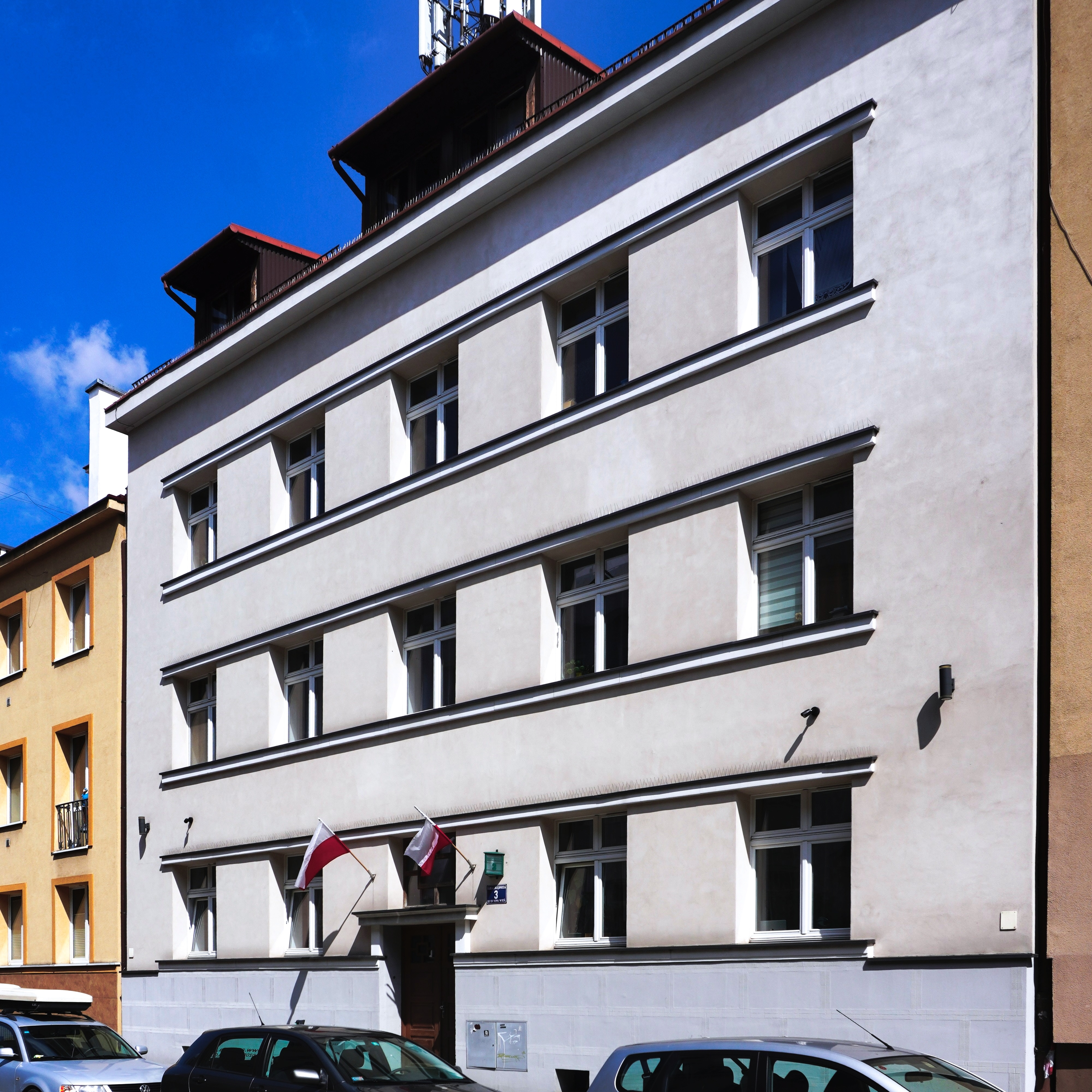
ul. Urzędnicza 3 Kamienica
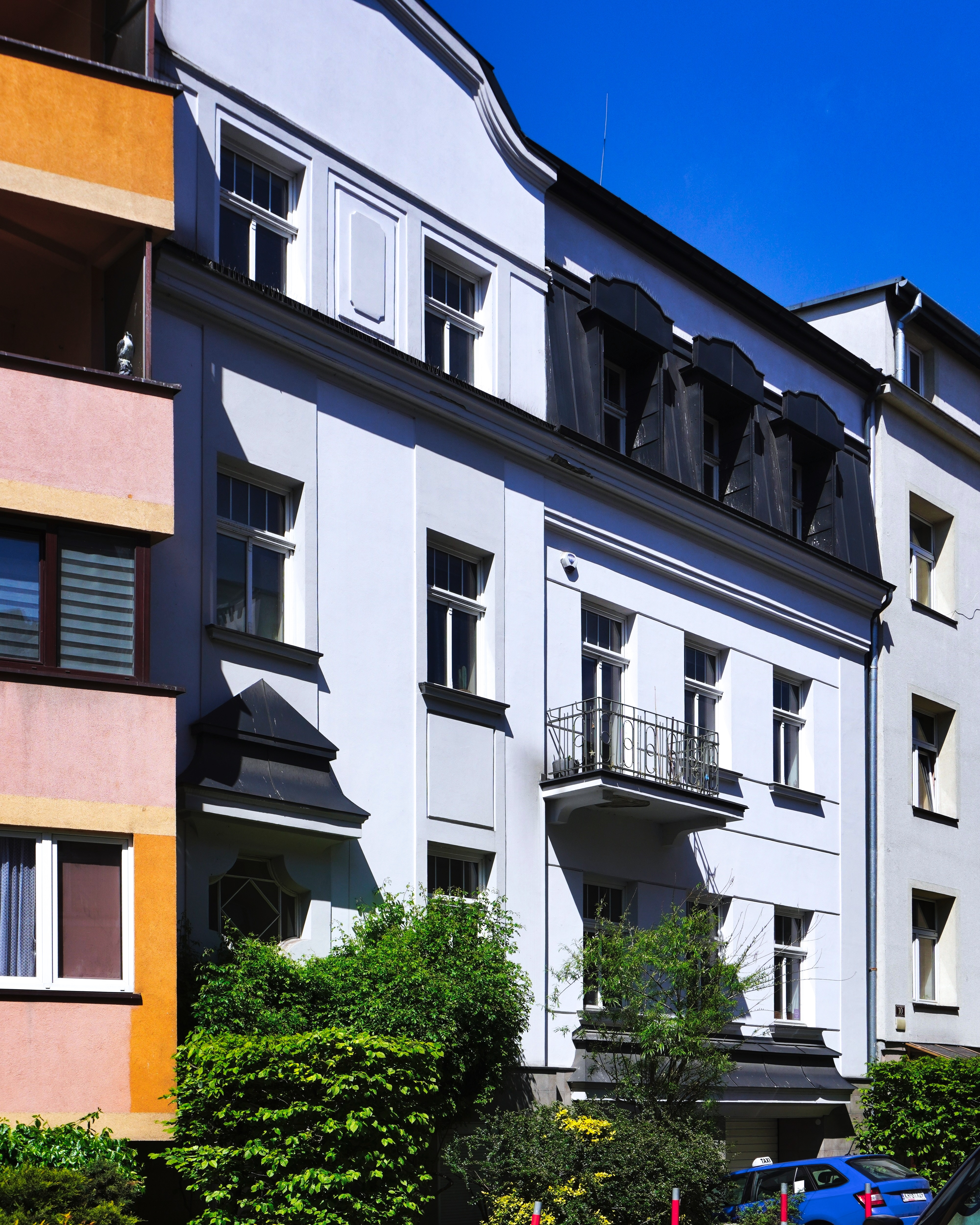
ul. Urzędnicza 8 Kamienica (proj. G. Klusak, 1912)
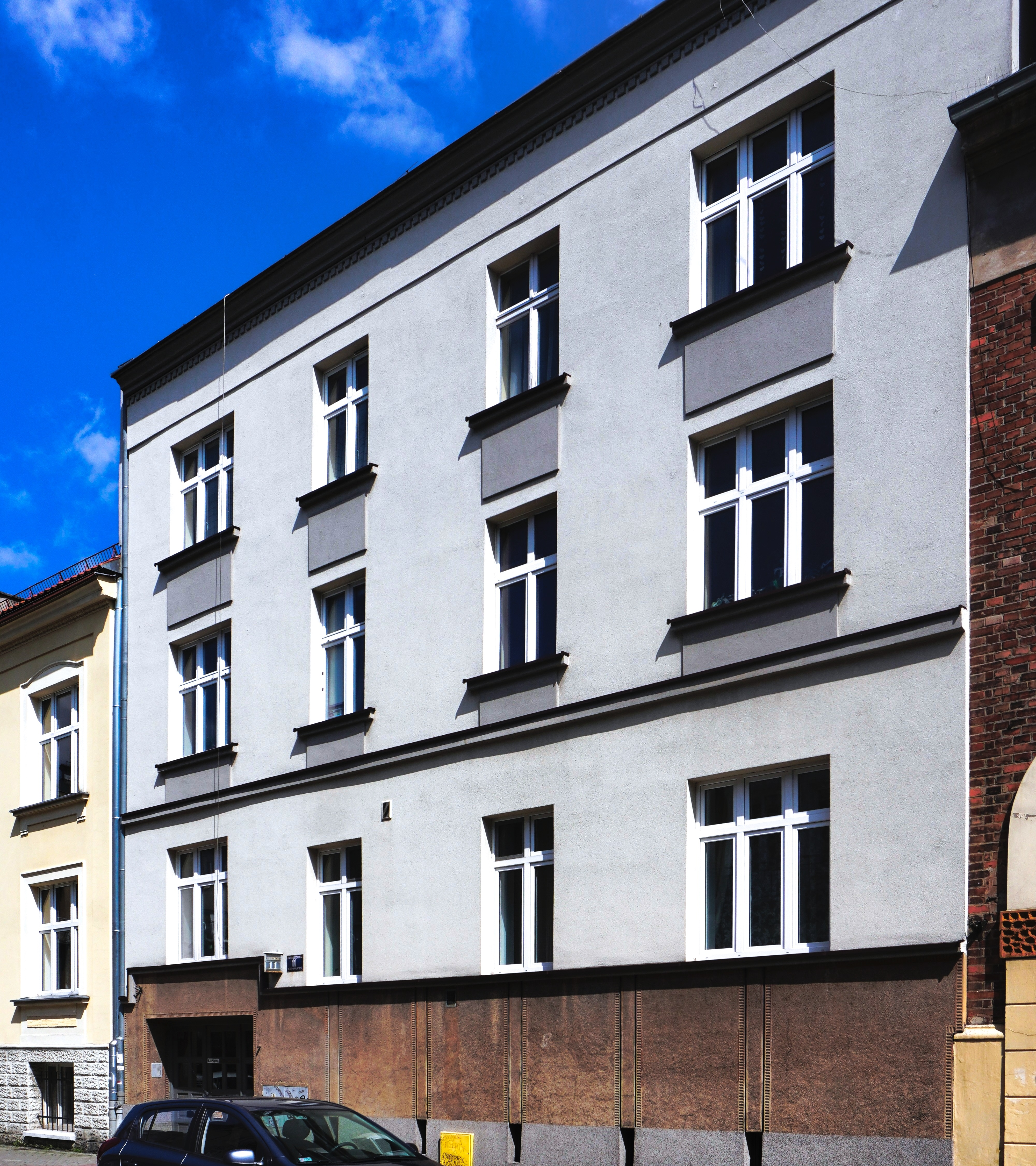
ul. Urzędnicza 11 Kamienica
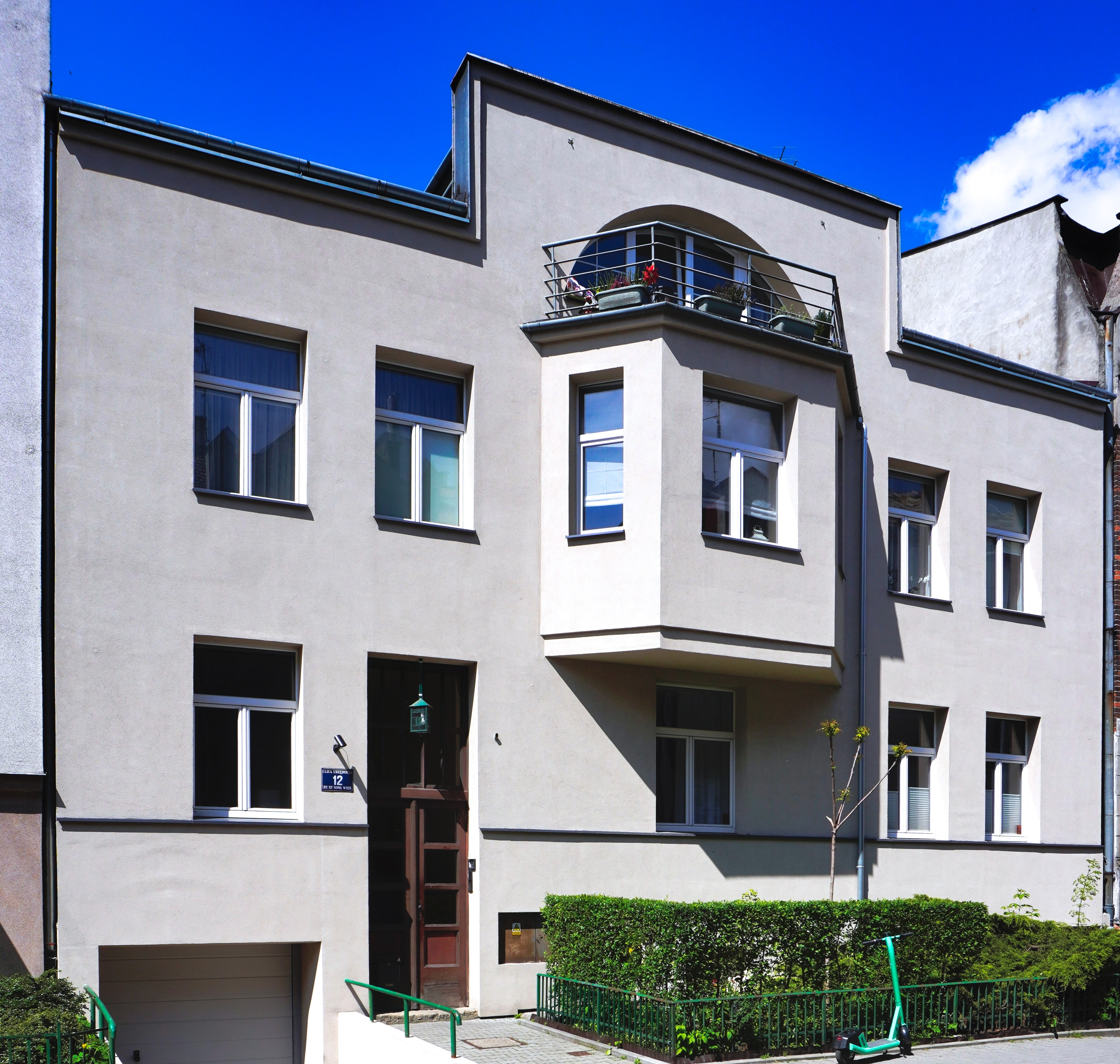
ul. Urzędnicza 12 Kamienica (proj. Jerzy Struszkiewicz, Maksymilian Burstin, 1931–1933)
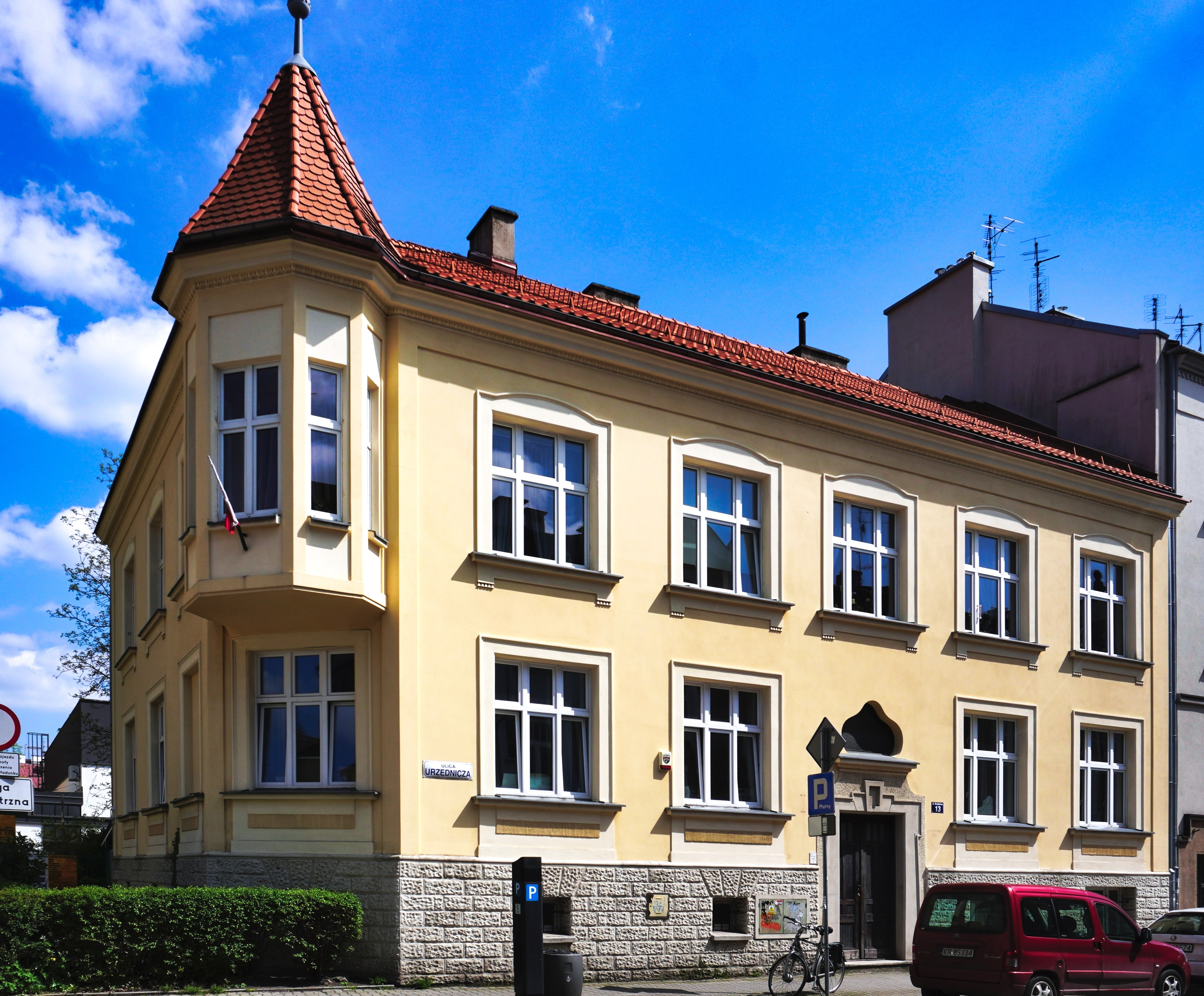
ul. Urzędnicza 13 Kamienica (proj. Ludwik Daniek, 1914)
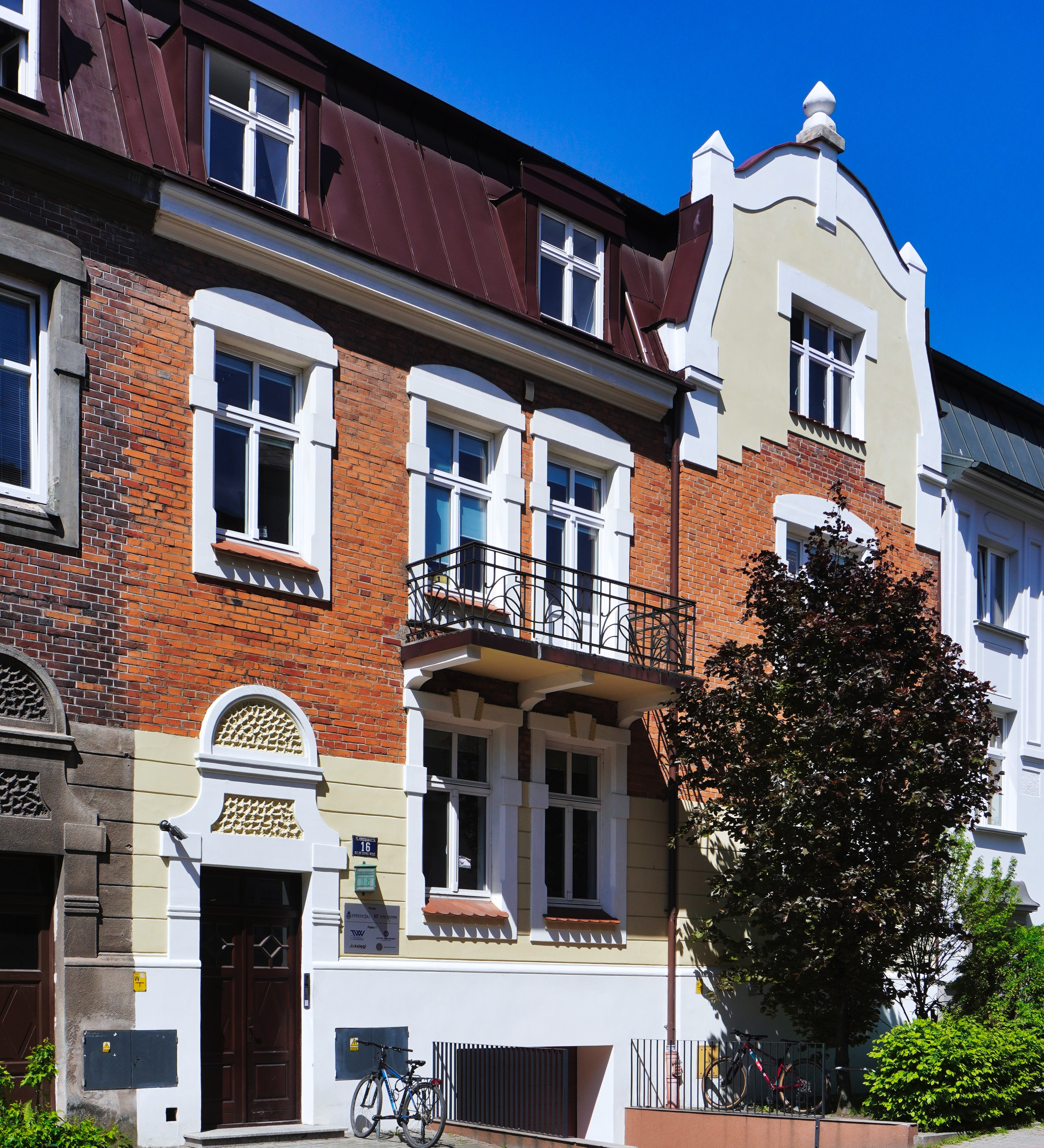
ul. Urzędnicza 16 Kamienica (proj. Józef Wilczyński, Alfred Kramarski, 1911)
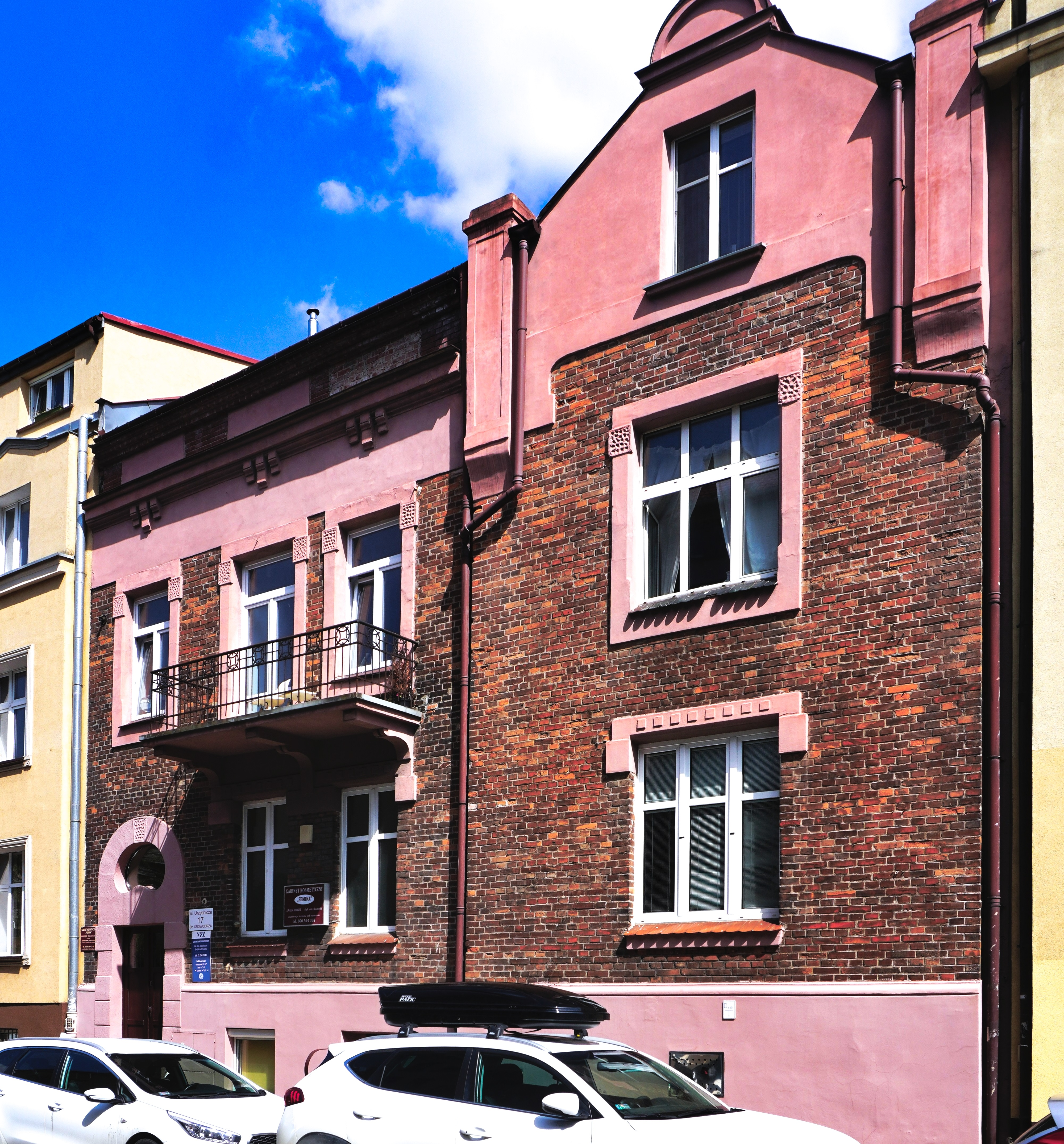
ul. Urzędnicza 17 Kamienica (ok. 1911)
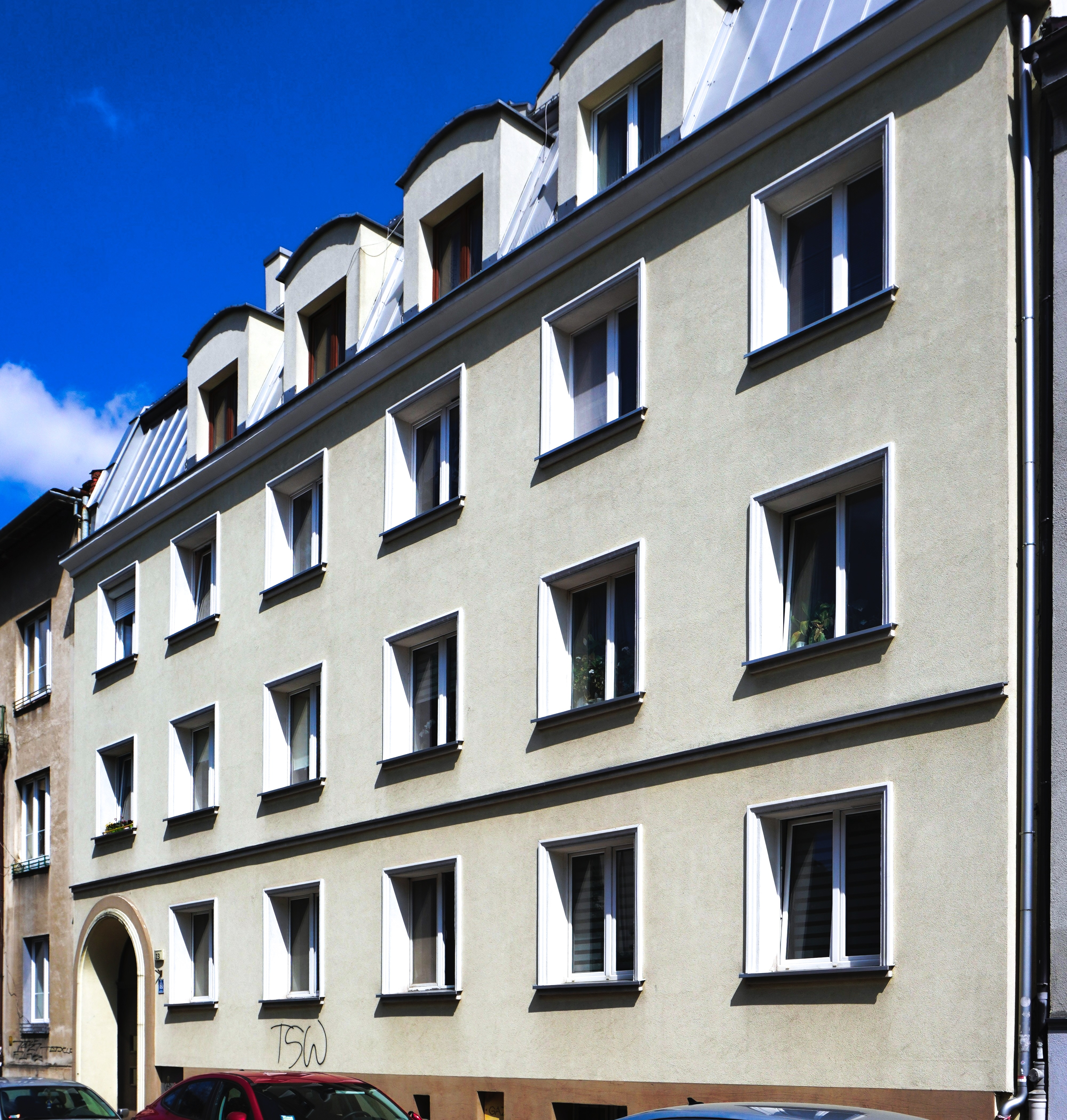
ul. Urzędnicza 23 Kamienica
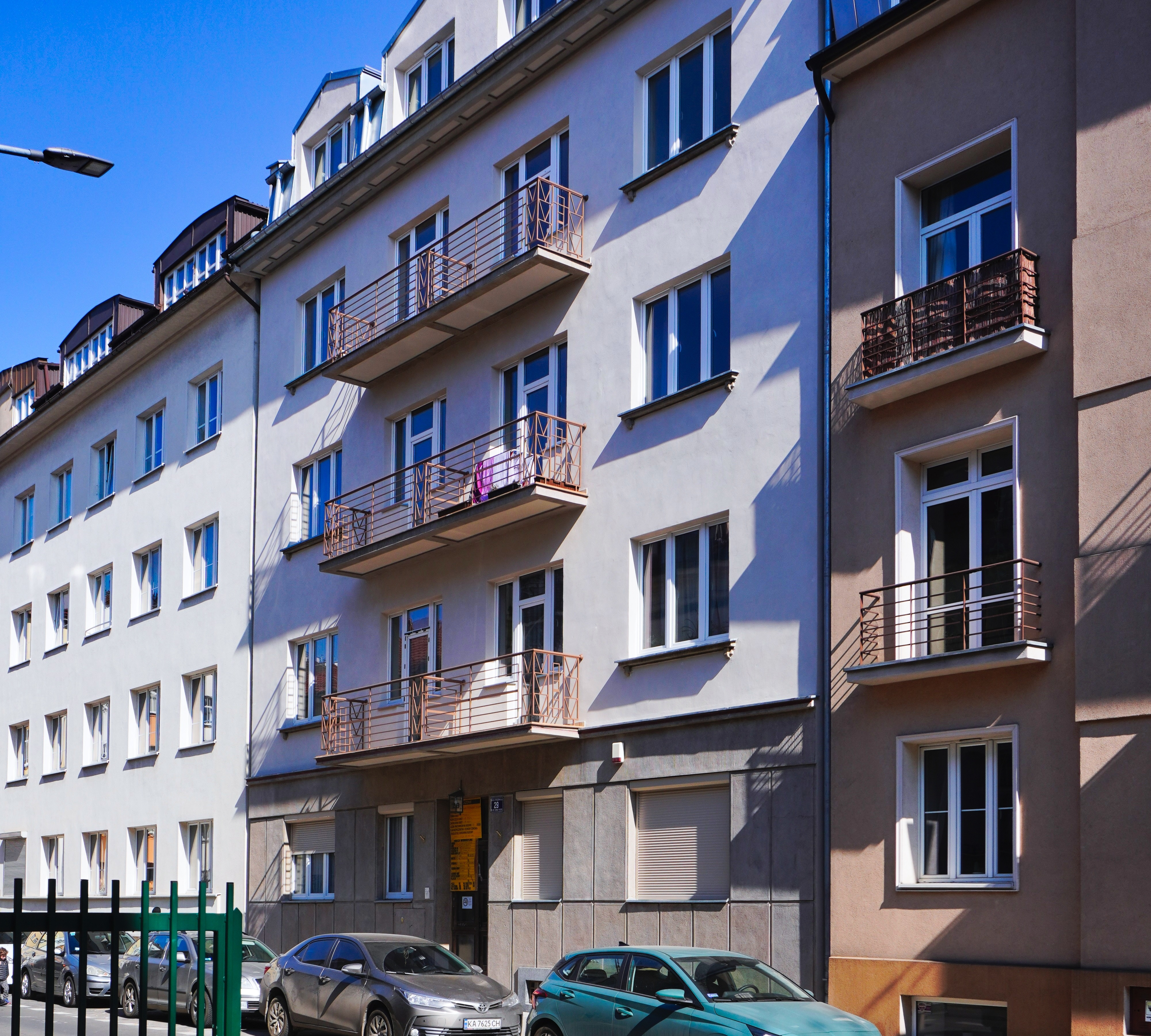
ul. Urzędnicza 29 Kamienica
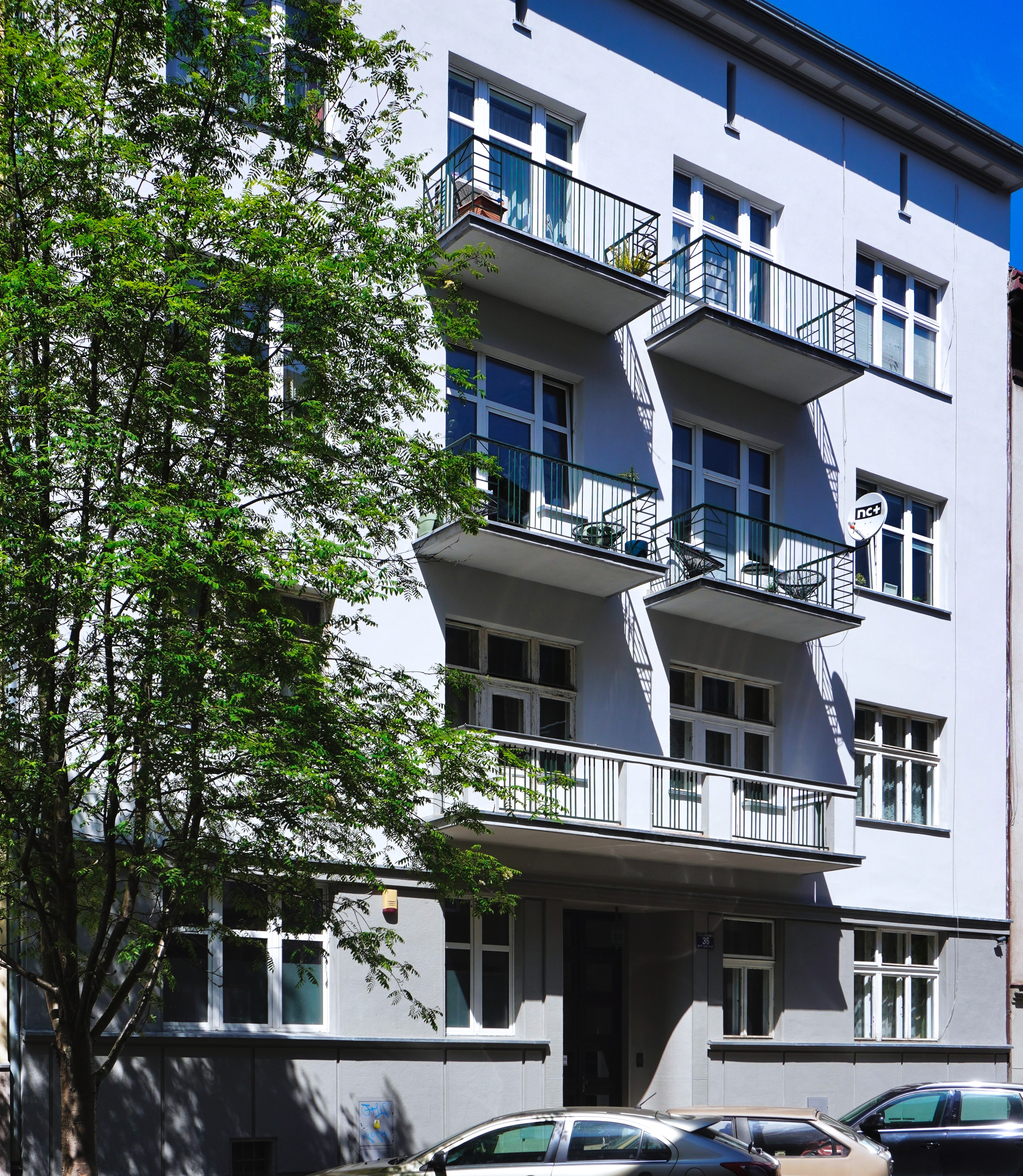
ul. Urzędnicza 36 Kamienica (proj. Leon Feniger, 1928–1934)
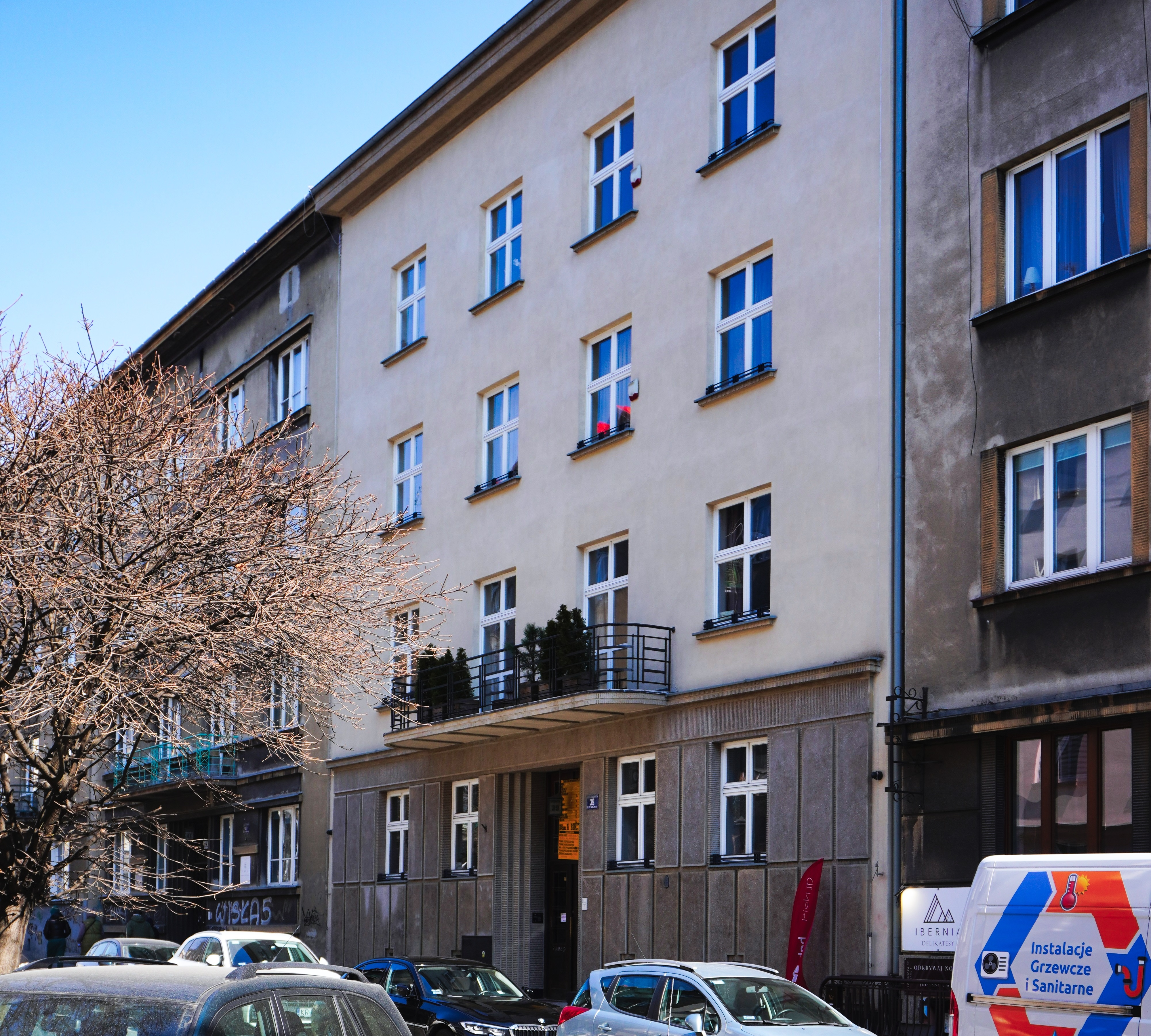
ul. Urzędnicza 39 Kamienica
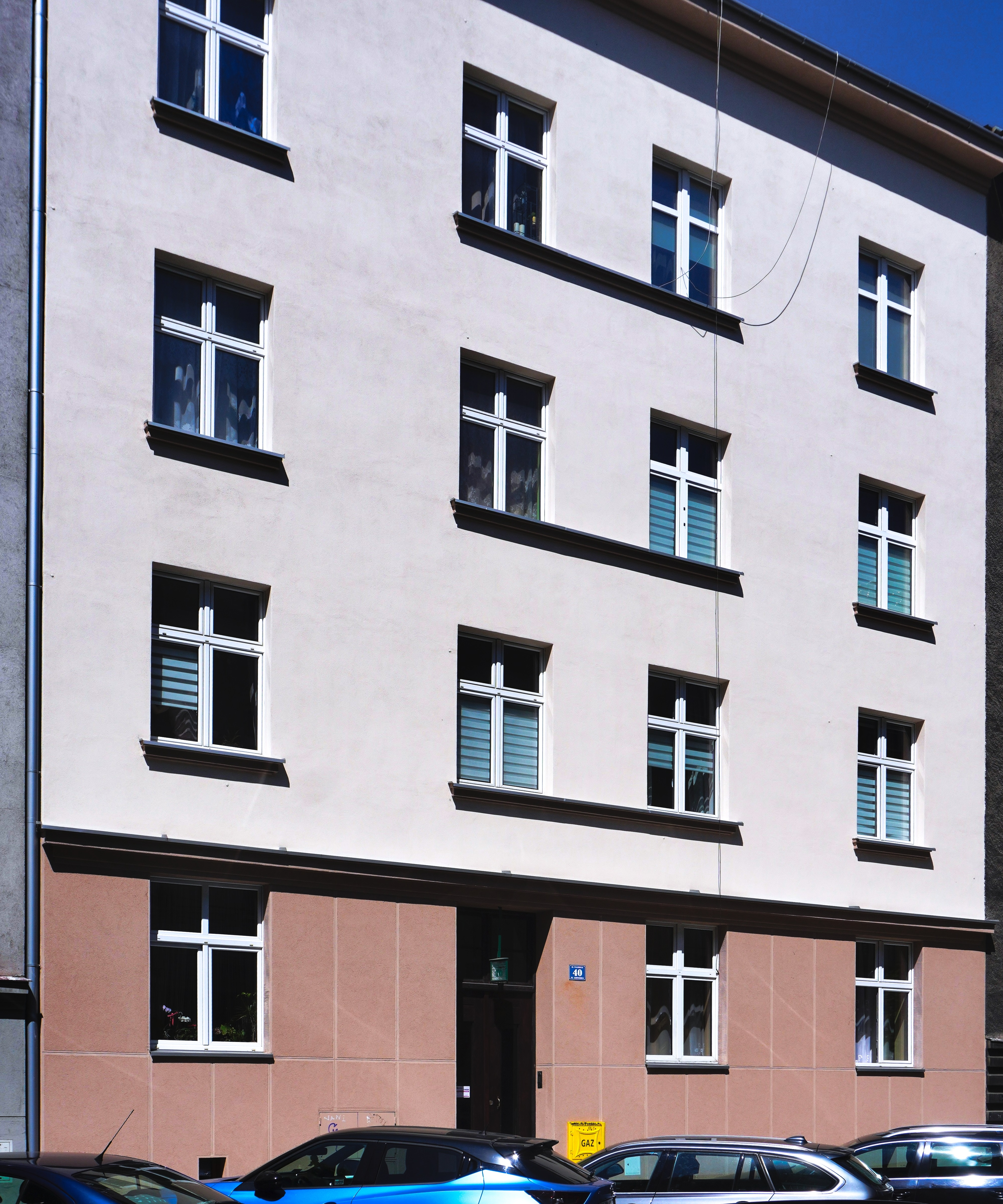
ul. Urzędnicza 40 Kamienica

## Modernistyczne godła kamienic
Ulica Urzędnicza znajduje się na szlaku „Modernistyczne Godła Kamienic”. W tej okolicy na trzech kamienicach zlokalizowane są godła nad wejściami do budynków:
- na kamienicy nr. 37, która powstała w 1934 roku według projektu Zygmunta Prokesza i Izydora Goldberga znajduje się płaskorzeźba przedstawiająca chińskiego smoka,
- na kamienicy nr. 55 według projektu Henryka Jakubowicza z 1937 roku widnieje płaskorzeźba królika.
- na kamienicy nr. 57 także według projektu Henryka Jakubowicza z 1937 roku umieszczono godło przedstawiające dwie wrony.

Na godłach na kamienicach 55 i 57 zachowały się sygnatury - LW.

## Galeria

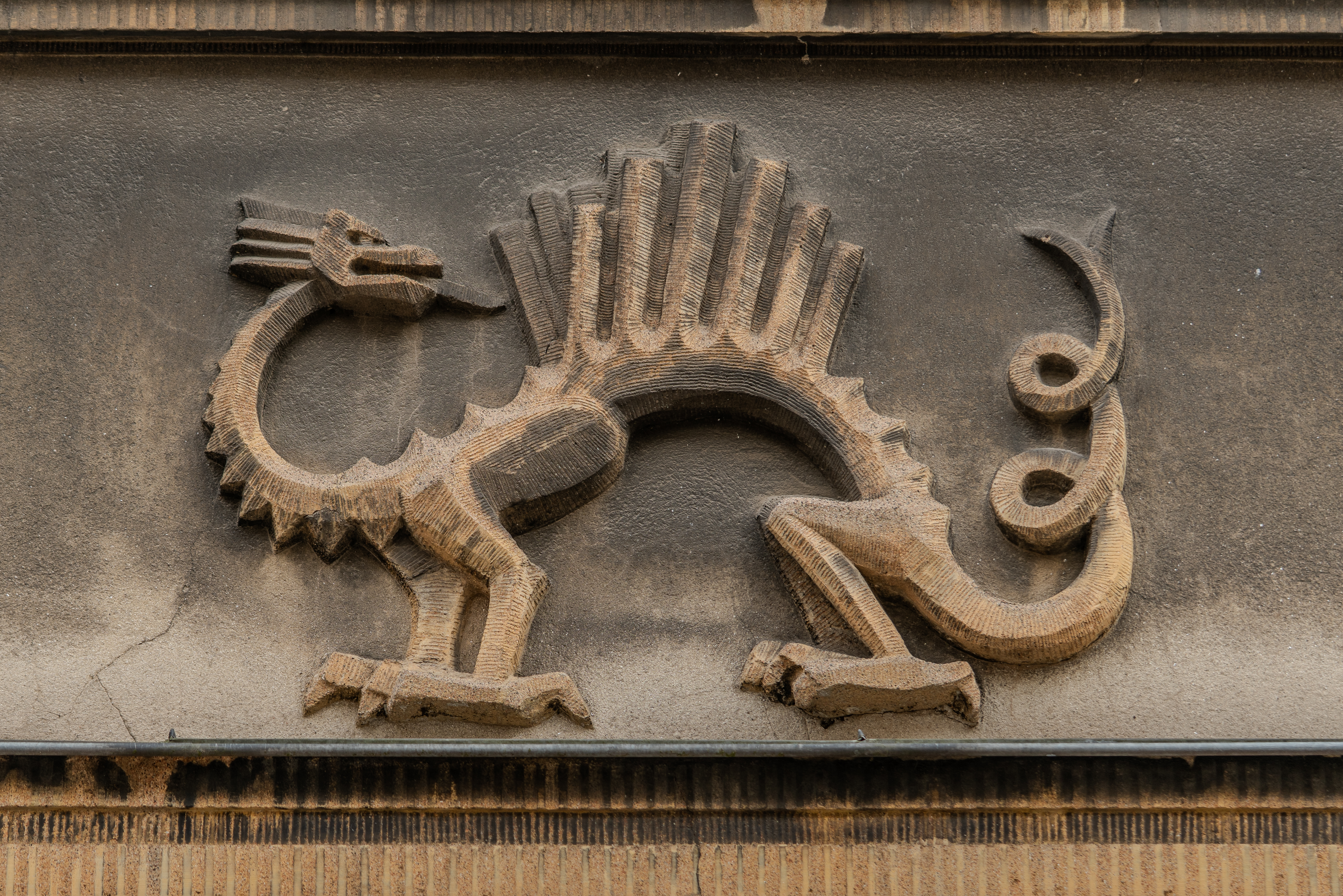
godło - Chiński Smok, ul. Urzędnicza 37
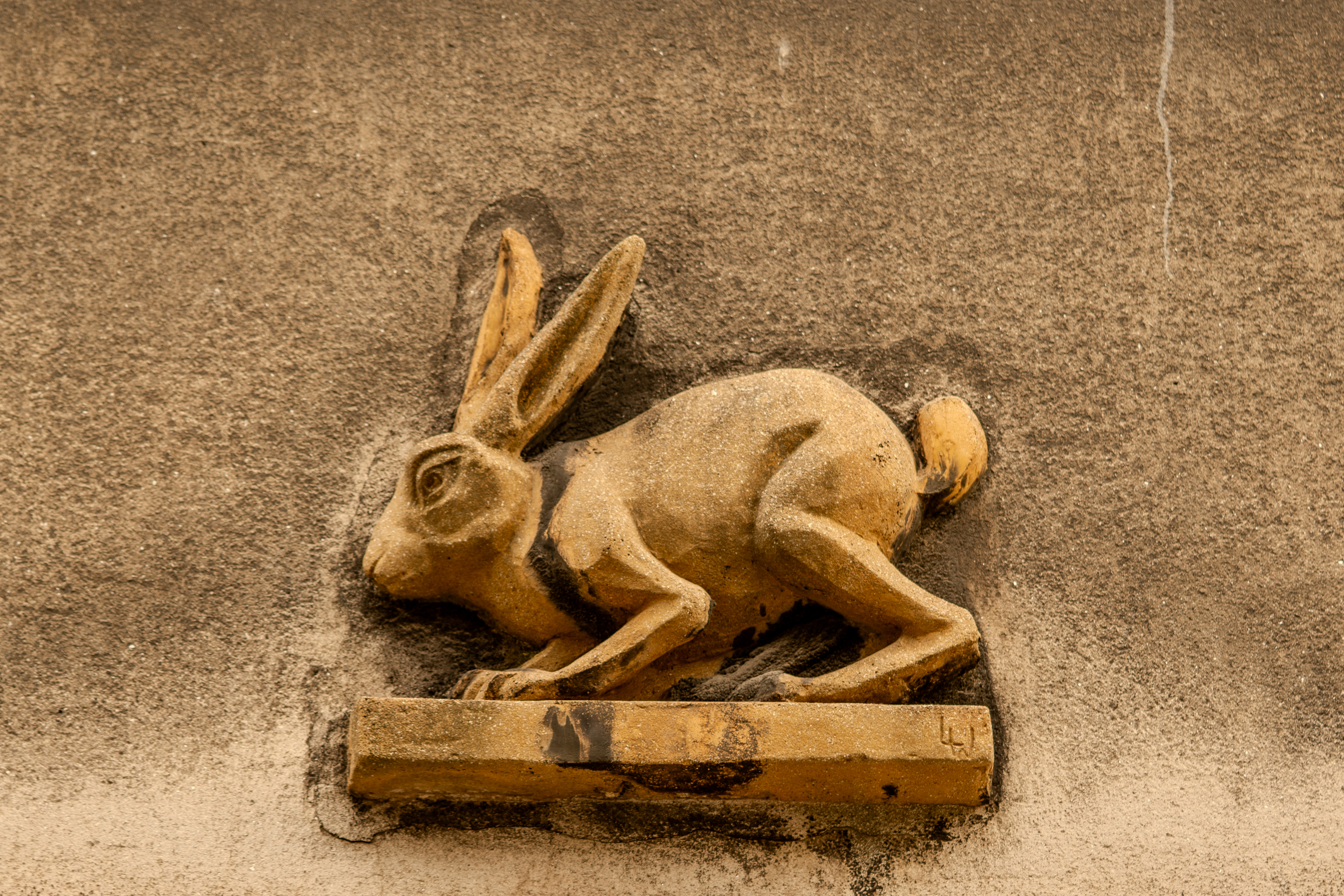
godło - Królik, ul. Urzędnicza 55
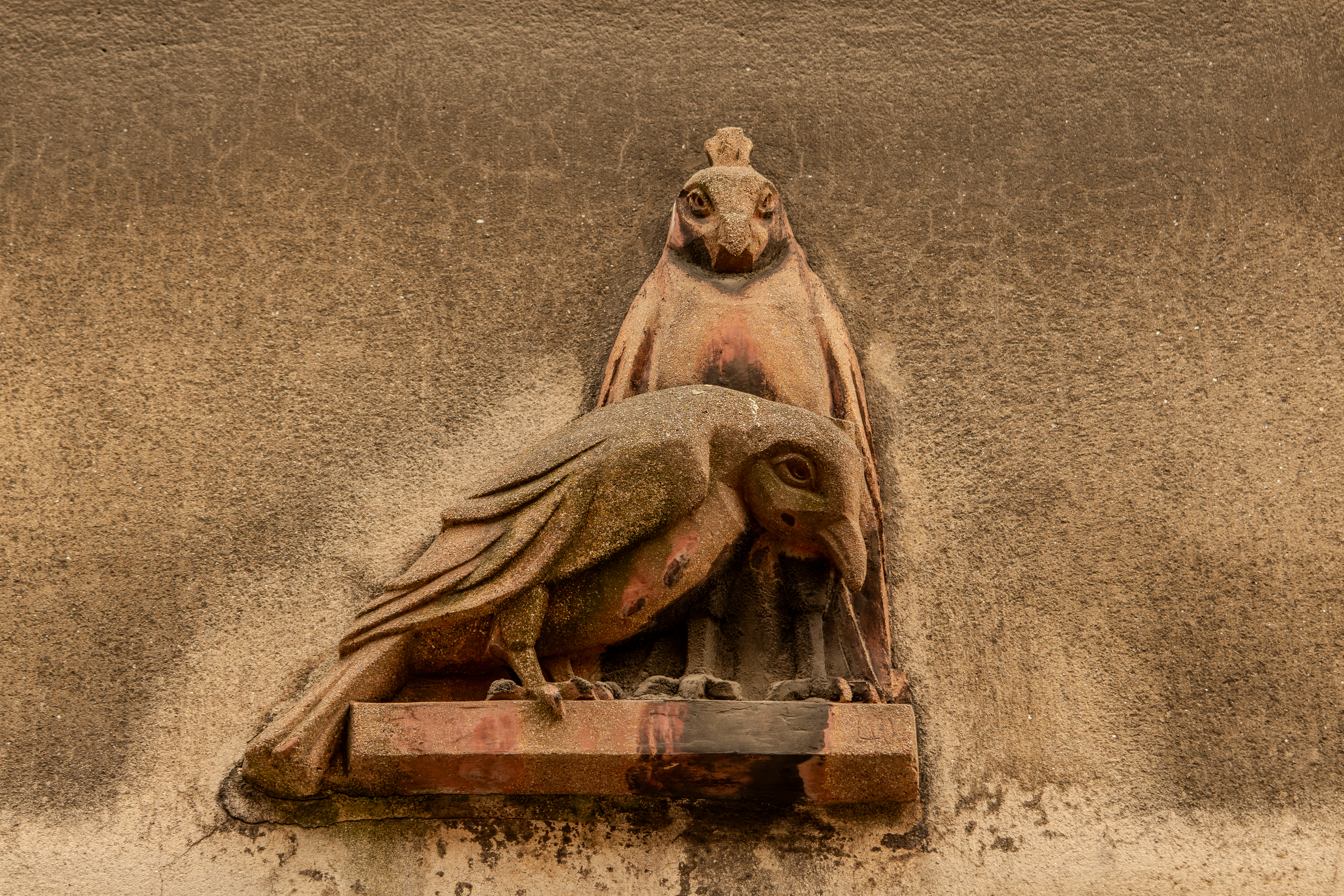
godło - Wrony, ul. Urzędnicza 57